# De Slimste Mens ter Wereld 2005
De Slimste Mens ter Wereld 2005 was het vierde seizoen van de Belgische televisiequiz De Slimste Mens ter Wereld, uitgezonden op de Vlaamse openbare televisieomroep TV1. De presentatie was opnieuw in handen van Erik Van Looy en Marc Reynebeau zat voor de laatste keer in de jurystoel. Het seizoen werd gewonnen door Wouter Deprez.

## Kandidaten

### Alle deelnemers
| Naam                  | Deelnames | Gewonnen |
| --------------------- | --------- | -------- |
| Bert Anciaux          | 3         | ?        |
| Maaike Cafmeyer       | 3         | ?        |
| Andrea Croonenberghs  | 1         | ?        |
| David Davidse         | 8         | ?        |
| Robbe De Hert         | 3         | ?        |
| Guido Depraetere      | 2         | ?        |
| Wouter Deprez         | 9         | ?        |
| Els Dottermans        | 1         | 0        |
| Jonas Geirnaert       | 1         | 0        |
| Walter Grootaers      | 4         | ?        |
| Carl Huybrechts       | 2         | ?        |
| Bieke Ilegems         | 2         | ?        |
| Patrick Janssens      | 2         | ?        |
| Kamagurka             | 1         | 0        |
| Selahattin Koçak      | 4         | ?        |
| Yves Leterme          | 2         | ?        |
| Dimitri Leue          | 1         | 0        |
| Jan Leyers            | 4         | 3        |
| Bart Peeters (O)      | 4         | ?        |
| Filip Peeters         | 3         | ?        |
| Noël Slangen          | 3         | ?        |
| Anissa Temsamani      | 2         | ?        |
| Roos Van Acker        | 3         | ?        |
| Roland Van Campenhout | 1         | 0        |
| Peter Van den Begin   | 1         | 0        |
| Bruno Vanden Broecke  | 1         | 0        |
| Annelies Van Herck    | 3         | ?        |
| Vanessa Van Hove      | 2         | ?        |
| Herman Van Rompuy     | 2         | ?        |
| Jan Verheyen          | 6         | ?        |

(O) = de kandidaat is ongeslagen in de voorrondes.
| Kleurlegenda                    |
| ------------------------------- |
| Geplaatst voor de finaleweek.   |
| Opgevist voor de finaleweek.    |
| Speelt verder in de finaleweek. |

### Finaleweek
| Terugkeer   | Naam          | Deelnames | Gewonnen | Eindrank |
| ----------- | ------------- | --------- | -------- | -------- |
| 4           | Wouter Deprez | 1         | 1        | Goud     |
| 3           | David Davidse | 2         | ?        | Brons    |
| 2           | Jan Verheyen  | 2         | ?        | 4e       |
| 1           | Jan Leyers    | 1         | 0        | 6e       |
| Speelt door | Bart Peeters  | 4         | ?        | Zilver   |
| Speelt door | Yves Leterme  | 2         | ?        | 5e       |

## Afleveringen
Opgelet: enkel de afvaller van elke aflevering is bekend. De dagwinnaar en de winnaar van het eindspel zijn niet gekend. 
| Afl        | Datum             | Dagwinnaar of tweede | Dagwinnaar of tweede | Verliezer eindspel    |
| ---------- | ----------------- | -------------------- | -------------------- | --------------------- |
| 1          | 29 augustus 2005  | Roos Van Acker       | Herman Van Rompuy    | Bruno Vanden Broecke  |
| 2          | 30 augustus 2005  | Robbe De Hert        | Roos Van Acker       | Herman Van Rompuy     |
| 3          | 31 augustus 2005  | Filip Peeters        | Robbe De Hert        | Roos Van Acker        |
| 4          | 1 september 2005  | Wouter Deprez        | Filip Peeters        | Robbe De Hert         |
| 5          | 5 september 2005  | Patrick Janssens     | Wouter Deprez        | Filip Peeters         |
| 6          | 6 september 2005  | Maaike Cafmeyer      | Wouter Deprez        | Patrick Janssens      |
| 7          | 7 september 2005  | Maaike Cafmeyer      | Wouter Deprez        | Roland Van Campenhout |
| 8          | 8 september 2005  | Annelies Van Herck   | Wouter Deprez        | Maaike Cafmeyer       |
| 9          | 12 september 2005 | Annelies Van Herck   | Wouter Deprez        | Peter Van den Begin   |
| 10         | 13 september 2005 | Guido Depraetere     | Wouter Deprez        | Annelies Van Herck    |
| 11         | 14 september 2005 | Jan Leyers           | Wouter Deprez        | Guido Depraetere      |
| 12         | 15 september 2005 | Jan Leyers           | Selahattin Koçak     | Wouter Deprez         |
| 13         | 19 september 2005 | Jan Leyers           | Selahattin Koçak     | Els Dottermans        |
| 14         | 20 september 2005 | Jan Verheyen         | Selahattin Koçak     | Jan Leyers            |
| 15         | 21 september 2005 | Walter Grootaers     | Jan Verheyen         | Selahattin Koçak      |
| 16         | 22 september 2005 | Walter Grootaers     | Jan Verheyen         | Andrea Croonenberghs  |
| 17         | 26 september 2005 | Walter Grootaers     | Jan Verheyen         | Jonas Geirnaert       |
| 18         | 27 september 2005 | David Davidse        | Jan Verheyen         | Walter Grootaers      |
| 19         | 28 september 2005 | Anissa Temsamani     | David Davidse        | Jan Verheyen          |
| 20         | 29 september 2005 | Carl Huybrechts      | David Davidse        | Anissa Temsamani      |
| 21         | 3 oktober 2005    | Noël Slangen         | David Davidse        | Carl Huybrechts       |
| 22         | 4 oktober 2005    | Noël Slangen         | David Davidse        | Dimitri Leue          |
| 23         | 5 oktober 2005    | Vanessa Van Hove     | David Davidse        | Noël Slangen          |
| 24         | 6 oktober 2005    | Bert Anciaux         | David Davidse        | Vanessa Van Hove      |
| 25         | 10 oktober 2005   | Bart Peeters         | Bert Anciaux         | David Davidse         |
| 26         | 11 oktober 2005   | Bieke Ilegems        | Bart Peeters         | Bert Anciaux          |
| 27         | 12 oktober 2005   | Yves Leterme         | Bart Peeters         | Bieke Ilegems         |
| 28         | 13 oktober 2005   | Yves Leterme         | Bart Peeters         | Kamagurka             |
| Finaleweek |                   |                      |                      |                       |
| 29         | 17 oktober 2005   | Yves Leterme         | Bart Peeters         | Jan Leyers            |
| 30         | 18 oktober 2005   | Jan Verheyen         | Bart Peeters         | Yves Leterme          |
| 31         | 19 oktober 2005   | David Davidse        | Bart Peeters         | Jan Verheyen          |
| Finale     | Finale            | Slimste Mens         | Verliezer eindspel   | Verliezer aflevering  |
| 32         | 20 oktober 2005   | Wouter Deprez        | Bart Peeters         | David Davidse         |

## Bijzonderheden
- Bart Peeters stroomde in op maandag van de laatste voorrondeweek. Hij overleefde vier deelnames en klom daarmee nog op naar de vierde plaats in het klassement. Hierdoor mocht de vijfde beste deelnemer Jan Leyers ook terugkeren in het spel. Peeters moest echter rechtstreeks doorspelen in de finaleweek omdat hij niet meer over de derde in de stand kon wippen. Hij kon uiteindelijk tweede worden.